# Buuvei Mirzei
Buuvei Mirzei (mongol bichig : ᠪᠥᠪᠡᠢ
? ; Mongol cyrillique : Бүүвэй Мирзэй, chinois : 博贝密尔咱 ; pinyin : bóbèimìěrzán hóngguǒěr), qui a vécu aux environs du milieu du XVIe siècle, est un khan mongol des Khoshuuds (ou Qoshots) oïrats à l'époque de la dynastie Ming.

## Biographie
Buuvei Mirzei est le premier khan de l'Assemblée de l'Union des Quatre Oîrats. Petit-fils de la 16e génération de Havt Khasar, chef de la province de Khoshud, de la dynastie Galgaa. En 1502, les princes des Quatre Oirads se réunirent et élurent Mirz Buuvei à la tête de l'assemblée et le nommèrent Khan. On ne sait pas quand il est mort.

## Famille
Il est le fils de Husei, le petit-fils d'Agudi, et l'arrière petit-fils d'Altaykhai. Il avait un frère, Uwag Chinsan, père de Uur Uuzan Shukher (surnommé Tsoohur Taish) et de Chin Taish.
On lui connait un fils, Khanai Noyan Khonggor qui est le premier khan qosot.